# Rajang
Rajang – rzeka w Azji, w Malezji, na Borneo, w stanie Sarawak. Liczy 600 km długości. Rzeka wypływa w Górach Iran, a uchodzi do Morza Południowochińskiego.